# سينبايو
سينبايو هو مشروع طويل الأمد بدأ في عام 2011م بهدف إنشاء أدوية مبتكرة مثل ما يُعرف باسم البايوبترز (التحسينات الحيوية) ويعد هذا المشروع جهدًا تعاونيًا بين العديد من شركات الأدوية الروسية العالمية. وتعتبر مؤسسة الخلايا الجذعية البشرية(HSCI) الرائدة في مجال التكنولوجيا الحيوية أكبر المساهمين في شركة سينبايو، كما تعد مؤسسة تكنولوجيا الناتو الروسية المستثمر الرئيس. وهذا المشروع يعد مثالاً مهمًا يحتذى به في التعاون الدولي بين الباحثين من روسيا وإنجلترا وألمانيا. ويقع المركز الرئيس لشركة سينبايو المحددودة للمشروعات الخاصة في موسكو.
في الوقت الحاضر، تقوم شركة سينبايو المحدودة بتطوير تسعة أدوية بالاعتماد على ثلاثة برامج تقنية حيوية (هيستون وبوليزين وجاماسل) لعلاج أمراض الكبد وأمراض القلب وسرطان الدم الحاد وقصور النمو والسكري.
ويشارك مشروع شركة سينابو في إنشاء تسهيلات الإنتاج الحديث. حيث يتم تخصيص هذه التسهيلات في تصنيع المواد الطبية للشركة وتوزيع الأدوية الجاهزة للتسويق بعد اجتيازها مرحلة الاختبار الإكلينيكيّ بنجاح.

## مراكز الأبحاث والتنمية
- تعد شركة زينتك للعلوم الحيوية (لندن، بريطانيا العظمى) إحدى الشركات البريطانية الرائدة في مجال الأدوية البيولوجية والتي تعمل على تطوير المنتجات الدوائية المتنوعة عالية القيمة في مجالات الأدوية البروتينية واللقاحات وأدوية مكافحة السرطان.[6]
- شركة سيمبايوتك المحدودة (ساربروكن، ألمانيا) إحدى الشركات التي تعمل على تطوير أدوية الجيل الجديد لعلاج السرطان والأمراض المعدية. وتمتلك شركة سيمبايوتك معمل عالي التقنية والحداثة ومجهز لدراسة البروتيوميات والبيولوجية الخلوية والجزيئية والتكنولوجيا الحيوية.[7]
- مؤسسة الخلايا الجذعية البشرية (HSCI) (موسكو، روسيا) هو إحدى الشركات الروسية الرائدة في مجال التكنولوجيا الحيوية والتي شاركت في تطوير التقنيات المعتمدة على الخلايا والجين والتطبيقات الطبية الواعدة.[8]

## وصلات خارجية
- SynBio